# IRAM
Институт миллиметровой радиоастрономии (IRAM) — международный исследовательский институт и ведущий европейский научный центр по радиоастрономии в миллиметровом диапазоне длин волн.
IRAM обладает двумя площадками:
- Радиоинтерферометр NOEMA[англ.] состоит из двенадцати 15-метровых антенн и расположен на высоте 2550 м во Французских Альпах
- 30-метровый радиотелескоп IRAM[англ.], расположенный на высоте 2850 м на пике Велета в испанской Сьерра-Неваде (Андалусия, Испания)

Оба объекта находятся на большой высоте, чтобы уменьшить поглощение водяным паром в атмосфере Земли. Телескопы поддерживаются офисами и лабораториями IRAM в Гранаде и Гренобле, соответственно. Штаб-квартира IRAM находится в кампусе Университета Гренобль-Альпы недалеко от Гренобля.
IRAM была учреждена в 1979 году и действует как франко-германо-испанское сотрудничество. Его партнерами являются Национальный центр научных исследований (CNRS, Франция), Общество Макса Планка (MPG, Max Planck Gesellschaft, Германия) и Национальный географический институт (исп., IGN, Испания). В 2016 году астрономический факультет Мичиганского университета подписал соглашение, разрешающее доступ к NOEMA.
Основной деятельностью IRAM является изучение преимущественно холодного межзвездного молекулярного газа и космической пыли в Солнечной системе, в Млечном Пути и других галактиках с целью определения их состава, физических параметров и эволюции.